# Karaski oja
Karaski oja är ett vattendrag i Estland.   Det ligger i landskapet Lääne-Virumaa, i den centrala delen av landet, 110 km sydost om huvudstaden Tallinn.